# Lasserre-de-Prouille
Lasserre-de-Prouille – miejscowość i gmina we Francji, w regionie Oksytania, w departamencie Aude.
Według danych na rok 1990 gminę zamieszkiwały 174 osoby, a gęstość zaludnienia wynosiła 42 osoby/km² (wśród 1545 gmin Langwedocji-Roussillon Lasserre-de-Prouille plasuje się na 734. miejscu pod względem liczby ludności, natomiast pod względem powierzchni na miejscu 1051.).